# C. W. Grafton
Pour les articles homonymes, voir Grafton.
Cornelius Warren Grafton, né en 1909 en Chine, et mort le 31 janvier 1982 à Louisville, Kentucky, est un auteur américain de roman policier. Il signe tous ses romans C. W. Grafton.  Il est le père de l’autrice de roman policier Sue Grafton.

## Biographie
Il naît en Chine où ses parents sont missionnaires. Le jeune Grafton entreprend aux États-Unis des études supérieures en droit et en journalisme. Il exerce ensuite la profession d’avocat, spécialisé dans le cadastre municipal, à Louiseville, au Kentucky, où il meurt en 1982.
Il amorce sa brève carrière littéraire pendant la Deuxième Guerre mondiale avec la publication de deux romans policiers ayant pour héros Gilmore Henry, un juriste du Kentucky tout comme son créateur, pourvu d’un appréciable embonpoint et fiancé à la richissime Janet Harper au profil chevalin. En raison de circonstances troublantes, cet avocat devient un redoutable limier prêt à faire toute la lumière sur de sombres affaires. Récits à la frontière du whodunit et du roman noir, ces romans conjuguent habilement diverses influences propres aux récits de Erle Stanley Gardner, de Rex Stout et de Raymond Chandler.
Après la publication de My Name Is Christopher Nagel (1947), un roman psychologique non-policier qui obtient un succès d’estime, C. W. Grafton donne un dernier roman policier, Feu mon beau-frère (1950), son œuvre la plus connue.  Le jeune avocat Jess London travaille dans une firme avec son beau-frère Mitch Sothern dont le contrat arrive à échéance en avril 1940. Après une soirée organisée pour ce départ, London est témoin d’une conversation violente entre sa sœur et Sothern. Ce dernier révèle qu’il la quitte pour une autre femme et qu’il a ourdi un plan pour mettre Jess London dans l’embarras. Quand Sothern frappe sa femme, les domestiques noirs doivent intervenir pour la libérer et la conduire à l’hôpital. London fait alors irruption et tue son beau-frère. Le lendemain, il a beau s’accuser du crime, la police refuse de le croire, étant sur la piste de l’épouse qui a disparu.  Peu après, Jess London est enfin écroué et décide d’assurer sa propre défense lors d'un procès qui sera fertile en rebondissements.  Roman mi-policier, mi-judiciaire, Feu mon beau-frère bénéficie des connaissances approfondies de son auteur en droit criminel.

## Œuvre

### Romans

#### SérieGilmore Henry
- The Rat Began to Gnaw the Rope (1943) Publié en français sous le titre Le rat rongeait la corde, Genève, Ditis, coll. Détective-club-Suisse no 40, 1948 ; réédition, Paris, Ditis, coll. Detective Club no 12, 1948
- The Rope Began to Hang the Butcher (1944) Publié en français sous le titre La corde pendait le boucher, Genève, Ditis, coll. Détective-club-Suisse no 46, 1949 ; réédition, Paris, Ditis, coll. Detective Club no 15, 1949

#### Autre roman policier
- Beyond a Reasonable Doubt (1950) Publié en français sous le titre Feu mon beau-frère, Genève, Ditis, coll. Détective-club-Suisse no 73, 1951 ; réédition, Paris, Ditis, coll. Detective Club no 42, 1951 ; réédition, Paris, J'ai lu policier no 27, 1965 ; réédition, Paris, Librairie des Champs-Élysées, Le Masque no 1927, 1988

#### Autre roman non-policier
- My Name Is Christopher Nagel (1947)

## Sources
- Jacques Baudou et Jean-Jacques Schleret, Les Métamorphoses de la chouette : Détective-club, Paris, Futuropolis, 1986 (ISBN 978-2-7376-5488-6), p. 81-82.
- Claude Mesplède, Dictionnaire des littératures policières, vol. 1 : A - I, Nantes, Joseph K, coll. « Temps noir », 2007, 1054 p. (ISBN 978-2-910686-44-4, OCLC 315873251), p. 871.
- (en) John M. Reilly (Ed.), Twentieth-century crime and mystery writers, New York, St. Martin's Press, coll. « Twentieth-century writers of the English language », 1982 (réimpr. 1991), 2e éd., 1568 p. (ISBN 978-0-312-82417-4, OCLC 6688156), p. 394-395.